# جواو غونسالفيس زاركو
جواو غونسالفيس زاركو (بالبرتغالية: João Gonçalves Zarco) كان مُستكشفًا برتغاليًا.